# قرار مجلس الأمن التابع للأمم المتحدة رقم 761
قرار مجلس الأمن التابع للأمم المتحدة رقم 761، المتخذ بالإجماع في 29 حزيران / يونيو 1992، بعد إعادة التأكيد على القرارات 713 (1991)، 721 (1991)، 724 (1991)، 727 (1992)، 740 (1992)، 743 (1992)، 749 (1992)، 752 (1992)، 757 (1992)، 758 (1992) و760 (1992)، أذن المجلس للأمين العام بالنشر الفوري لعناصر إضافية من قوة الحماية التابعة للأمم المتحدة في كرواتيا والبوسنة والهرسك خلال الحروب اليوغوسلافية.
وأذن المجلس بالانتشار لضمان أمن وعمل مطار سراييفو الدولي لتسهيل إيصال المساعدات الإنسانية، مناشداً جميع الأطراف التعاون مع القوة في إعادة فتح المطار. كما دعا الأطراف إلى احترام وقف إطلاق النار والتعاون مع القوة والمنظمات الدولية والدول الأعضاء في تقديم المساعدة.
زاد القرار القوة في سراييفو إلى كتيبة مشاة واحدة، بينما زادها القرار 764 إلى كتيبتين. ستعمل القوة على حماية المطار منذ أن تعرض والعاصمة لهجوم من صرب البوسنة في 5 يونيو 1992.

## روابط خارجية
- نص القرار في undocs.org